# Half Japanese
Half Japanese (também escrito 1/2 Japanese ou ½ Japanese) é uma banda de rock alternativo formada pelos irmãos Jad Fair e David Fair por volta de 1975. Seu instrumental original inclui bateria, vocal e uma guitarra (bastante distorcida) e fora de tom. Ambos irmãos cantam, mas é Jad quem faz o papel de frontman.

## História
Jad é bastante conhecido por tocar uma guitarra afinal. Após 30 anos, ele continua tocando, mas não de qualquer modo tradicional. No documentário "Half Japanese: The Band That Would Be King" ele afirma que "the only chord I know is the one that connects the guitar to the amp", em tradução livre para o português: "O único acorde que eu sei é aquele que conecta a guitarra para o amplificador".
Suas letras geralmente falam sobre monstros, o sobrenatural (especificamente influenciados no campo de terror e ficção científica); e (ocasionalmente) outros temas como amor adolescente. Eles afirmaram que suas músicas são "ou músicas românticas ou músicas de monstros".
A banda tocou e gravou como uma dupla até que eles começaram, em meados dos anos 80, a adicionar mais músicos no grupo: Mark Jickling (guitarra e vocal) e os irmãos Ricky e John Dreyfuss (bateria e saxofone). A partir daí, milhares de músicos entraram e saíram da Half Japanese, incluindo Howard Wuelfing, Don Fleming, Jay Spiegel, e muitos outros. Jad é o único membro que permanece na banda desde o começo. David Fair deixou a banda no começo dos anos 80 para se concentrar em sua família. No entanto, ele continua a fazer aparições como convidado desde então.
A próxima formação da Half Japanese veio no final dos anos 80. Esta encarnação trouxe o guitarrista e multi-instrumentista John Sluggett (que esteve na banda de Moe Tucker), o também multi-instrumentista Jason Willett, o baterista Gilles Reider. Desde então, o grupo tem trabalhado com Maureen Tucker (Velvet Underground) que produziu "Fire In the Sky" (de 1993). Além destes, trabalhou com Fred Frith, John Zorn, e muitos outros.
A banda Half Japanese tem milhares de fãs incluindo Penn Jillette, que ajudou a banda a lançar alguns de seus álbuns em sua gravadora, 50 Skidillion Watts e, um dos fãs mais ilustres, Kurt Cobain, do Nirvana. De acordo com os repórteres, Cobain estava usando uma camisa da Half Japanese quando se suicidou.
A história e influência da banda é contada no documentário de 1993 intitulado "Half Japanese: The Band That Would Be King" de Jeff Feuerzeig.

## Discografia
- Half Alive (1977)
- Calling All Girls 7" (1977)
- Mono/No No 7" (1978)
- Half Gentlemen/Not Beasts (1980)
- Loud (1981)
- Spy/I know how it Feels...Bad/My Knowledge Was Wrong 7" (1981)
- Horrible (1982)
- 50 Skidillion Watts Live (1984)
- Our Solar System (1985)
- Sing No Evil (1985)
- Music To Strip By (1987) -- (1993) re-release has bonus tracks
- U.S. Teens Are Spoiled Bums 7" (1988)
- Charmed Life (1988)
- Real Cool Time/What Can I Do/Monopoly EP (1989)
- the Band That Would Be King (1989)
- We Are They Who Ache with Amorous Love (1990)
- T For Texas/Go Go Go Go 7" (1990)
- Everybody Knows, Twang 1 EP (1991)
- 4 Four Kids EP (1991)
- Eye of the Hurricane/Said and Done/U.S. Teens are Spoiled Bums/Daytona Beach EP (1991)
- Fire In the Sky (1993)
- Postcard EP (1991)
- Best Of Half Japanese (1993)
- Boo: Live in Europe 1 (1994)
- Hot (1995)
- Greatest Hits (1995)
- Best Of Half Japanese Vol. 2 (1995)
- Bone Head (1997)
- Heaven Sent (1997)
- Hello (2001)